# Zündenergie
Als Zündenergie wird die von einer Zündquelle abgegebene Energie bezeichnet. Sie ist eine die Zündquelle kennzeichnende Größe. Die Zündenergie ist eine Aktivierungsenergie. Die SI-Einheit für die Zündenergie ist das Joule.
Die Zündenergie kann bei bestimmten Gas-Luft- bzw. Staub-Luft-Gemischen einen sehr großen Einfluss auf die Explosionskennzahlen haben. Auch lässt sich durch sehr hohe Zündenergien im Kilojoule-Bereich der Explosionsbereich deutlich vergrößern. So liegt beispielsweise bei einer Zündenergie von 1 Joule die untere Explosionsgrenze (UEG) eines Methan-Luft-Gemisches bei 4,9 Vol.% und die obere Explosionsgrenze (OEG) bei 13,8 %. Bei einer Zündenergie von 10 Kilojoule verschieben sich diese Grenzen auf 3,6 Vol.% (UEG) bzw. 17,5 Vol.% (OEG). So hohe Zündenergien werden beispielsweise durch pyrotechnische Zünder erreicht.
Für die erfolgreiche Zündung bzw. Brennbarkeit eines Stoffes ist es wichtig, dass ein Massenelement eines brennbaren Stoffes weniger Zündenergie benötigt, als es beim anschließenden Verbrennen an Verbrennungswärme erzeugt. Die entstehende Verbrennungswärme wird benötigt, um wiederum ein Nachbarelement des Stoffes zu entzünden. Je größer das Verhältnis von Verbrennungswärme zu Zündenergie ist, umso schneller läuft die Verbrennung ab. Der Extremfall ist dabei eine Explosion.
Die Mindestzündenergie ist die niedrigste Zündenergie, die gerade noch ausreicht, um einen brennbaren Stoff zu entzünden. Sie ist eine wichtige Kenngröße in der Sicherheitstechnik.